# 署名運動
署名運動（しょめいうんどう）は、個人や団体が何かの社会問題や政策に反対したり、法令の改正や制定を求める際、その意見に同意する人の名前を集め、問題のある会社・政府・都道府県等に提出する運動のことである。
多くの場合は、賛同者に署名してもらうための用紙「署名簿」を作り、駅前や路上で協力を呼びかけたり、人の集まるところに置いたりする。なお署名運動は秘密投票によるものではなく、一種の記名投票（公開投票）である点は注意する必要がある。「署名簿」は一枚当たり5人から10人が連記出来るようになっており、名前(実名)・住所・年齢などを書く。

## 地方自治体に対する直接請求制度
地方公共団体の市町村長の解任や地方議会の解散を求めるために署名運動が行われることもある。その際には地方自治法の規定により、その地方公共団体の有権者)地方公共団体の長及び議会議員の選挙権保有者)の3分の1以上の署名を集めて選挙管理委員会に提出する必要がある。。この一定数は、選挙管理委員会が年4回の定時登録（3月、6月、9月及び12月）及び選挙時登録（選挙期日の告示日（公示日）の前日現在）の選挙人名簿の登録者数に基づき決定され、告示を行う。

類似している点があるが異なる制度として、住民監査請求がある。住民監査請求は一人で可能な一方で、直接請求による事務監査請求は選挙権者の50分の1以上の連署が必要である。